# 停車駅通過防止装置
停車駅通過防止装置（ていしゃえきつうかぼうしそうち）とは、鉄道車両を運転する際に停車駅の通過を防止するために音声・表示灯などで運転士に注意を促す装置である。

## 概要
- モニタ装置の機能の一部として組み込まれていることが多く、一般には、停車駅でブレーキ操作を開始すべき地点に接近すると1回または連続で電子音を発する。
- 連続発音の場合は、ブレーキをかけることによって「確認動作」となり、電子音の音量が小さくなる。停車してドアが開くと電子音は止まる。
- 路線によっては自動でブレーキが作動する場合もある。

## 使用事例
鉄道事業者によってこの装置の呼称・作動内容は異なる。

### 北海道旅客鉄道（JR北海道）
地点検知による自動警報ではなく、運転士が自らの確認操作で作動させる簡易的な装置であり、モニタ装置とは連携していない。同社保有車両の全運転台に設置されており、呼称は「運転操縦支援装置」。
- 運転士用の時刻表差しに赤外線センサーとタッチボタンが付いており、停車駅・通過駅に関わらず、運転士の「L字確認」動作（時刻表を指でなぞって確認する動きからこう呼ばれる）に反応して「ピッピッ」と短い電子音が鳴動する。
- 停車駅の場合は、時刻表差しのタッチボタンを押すことで、連続電子音を鳴動させる。「ピピピ」3音の電子音のみの他、電子音と交互に入る「停車位置に注意してください」・「停車します」・「次は停車です」などの合成音声も選択できる。
  - 先頭車のデッキにいる場合、運転台から電子音が聞こえてくるのは上記の操作を行なっているためである。
- 2011年以降は、列車の編成両数や次停車駅などを専用の液晶ディスプレイに表示する改良型の装置への交換が進んでいる。

### 東日本旅客鉄道（JR東日本）
- モニタ装置非搭載車および、モニタ装置とは別個の装置を用いるタイプ
  - 201系（中央線快速・京葉線）・205系（京葉線・武蔵野線・川越車両センター配置の0番台・仙石線向け3100番台）・719系（0番台の一部編成）
  - 中央線、埼京線の車両については、運転台のモニタで種別・始発・行き先（205系3100番台・719系は列車番号）を設定し運行する。停車駅が接近すると二種類の電子音が交互に鳴動する。
  - 京葉線、武蔵野線の車両については、運転台のマップ式の機械の下にある種別の書いてあるボタンを押し、運行する。停車駅が接近すると二種類の電子音が交互に鳴動する。
- モニタ装置（MON・TIMS搭載車）
  - E217系・E231系・E257系・E531系・E233系・E721系・東京臨海高速鉄道70-000形電車（埼京線内）など
  - モニタ装置の機能に組み込まれており、時刻表データを記憶したICカードを挿入して運行する。停車駅が接近すると「次は停車」とアナウンスが流れるほか、ブザーによる注意喚起も行われる。

### 西日本旅客鉄道（JR西日本）
- アーバンネットワーク線区で運用される車両に設置。ICカードのデータをATS-P車上装置に読み込ませ、その情報を元に、停車駅であれば「停車です・停車です」の音声を一回流し、それでもブレーキを掛けない場合は「停車・停車」と連続発音する仕組みになっている。
- 2009年以降は、近畿日本鉄道（近鉄）が同社の子会社である近鉄車両エンジニアリングと共同開発した「運転士支援システム・GPS Train Navi」の導入を進めている（運転士が携帯型端末を運転台へセットする）。

### 四国旅客鉄道（JR四国）
誤通過防止支援装置を併設した運転状況記録装置を開発し順次設置している。運転状況記録装置と列車番号設定器の2つあり、運転状況記録装置は運転室上部などに設置され、運転台に設置された列車番号設定器で列車番号と編成両数を設定する。切替SWを｢前｣位置にすると電源が付き、列車番号設定器より｢列番を設定してください｣、列番設定すると次に｢編成両数を設定してください｣、設定し終わると｢設定が完了しました｣と音声が流れる。連結、切り離しで編成両数が変わる場合には一度設定をリセットする必要がある。
・停車駅接近時に列車番号設定器より「次駅停車」のランプと共に、『次は停車です』と音声が流れる。ドア開でランプが消灯する。(運転停車の場合はドアは開かないためおそらく地上子もしくはキロ程で消灯している)
・停車駅の駅構内の速度が40km/h以上かつB2以下だった場合は非常ブレーキが動作し、列車番号設定器より警告が発生される。(誤作動の事例あり)
また、近畿日本鉄道（近鉄）が同社の子会社である近鉄車両エンジニアリング共同開発した「運転士支援システム・GPS Train Navi」を使用していたが、津波浸水区域走行の表示と観光列車の徐行区間の予告の為のものであり南海トラフ巨大地震で浸水被害が予想される運転所の高知運転所の乗務する特急列車とキハ32、四国まんなか千年ものがたり、伊予灘ものがたり、志国土佐 時代の夜明けのものがたり、高松運転所の一部の行路のみ使用していたため、誤通過防止のためではないと思われる。(運転士が携帯型端末を運転台の取付台座にセットする。取付台座の設置はJR西日本との乗入れのある車両とキハ185、高知運転所のキハ32のみである。取付位置は形式によって異なる。土佐くろしお鉄道ではGPS Train Naviを使用しているが、乗り入れる1000形には取付台座が設置されていない為、ごめん・なはり線内では運転台に直置きしている。）
2023年11月より｢運転支援アプリ｣を導入し、停車駅が接近すると業務用のiPhoneの画面が｢停車｣と表示されるほか、『停車○両です』と約7秒間隔で音声が流れる。またホーム端約45km/h以下で進入しないと画面が黄色で｢停車｣と表示され警告される。その他、GPSによる速度表示や徐行区間の予告、終端駅の速度制限の警告、津波浸水区域などが表示がされる。(運転台に設置されているスマホスタンドにセットする。スマホスタンドは磁石で取外しが可能。)これによりGPS Train Naviは使用されなくなった。

### 九州旅客鉄道（JR九州）
「ピンポーン」のチャイム音と「停車です」のアナウンスを交互に繰り返す。以前は「停車駅が接近しました」のアナウンスがあったが、しばらく鳴らない時期があった。現在は再び鳴るようになっている。

### 東武鉄道
電子音の後に「停車です」の音声が流れる。車両によって電子音と音声が1度のみ流れるものと繰り返し流れるものがある。
2011年以降は、近畿日本鉄道（近鉄）が同社の子会社である近鉄車両エンジニアリングと共同開発した「運転士支援システム・GPS Train Navi」の導入を進めている（運転士が携帯型端末を運転台へセットする）。

### 西武鉄道
誤通過防止装置と称し、他社からの直通車両も含め全車両に装備される。
当初は列車選別装置の機能の一部として、停車駅の出発信号機を停止現示とすることで対応していたが、運転効率を高めるために導入、1988年5月12日より使用開始した。西武形ATSと列車選別装置を利用した機能である。
地上側で列車の種別情報を受信し、列車が停車駅に接近すると地上から車両へFz信号を送信する。車両側は信号を受信するとATS同様に「Zパターン」を発生させ、これを超過した場合には非常ブレーキが作動する。車上装置はATS論理部と一体で構成、ATSの速度パターンと誤通過防止のZパターンが重なる場合は下位速度のパターンを優先する方式としている。
このほか、停車駅に接近すると車両運転台のATS表示灯の「停車」が駅停車まで点灯、また点灯開始と同時に「ピュィー・ピィッ・ピィッ…」というブザーが5秒程度（10回弱）鳴動する。なおこれは駅によって機能しないこともある。

### 京成電鉄・都営地下鉄浅草線
停車駅予報装置（ていしゃえきよほうそうち）と称し、停車駅が接近すると電子音が連続して鳴動する。都営地下鉄浅草線でエアポート快特に充当される車両は、同装置が搭載されている車両が原則となっている。
この他、京成の一部車両では特定の駅の接近時において電子音の鳴動とともに「お花茶屋、停車」などと音声を流して、都営地下鉄（5300形）・京急の対応車両（600形、10次車以降の1000形）では電子音の鳴動とともに運転台のモニタ装置に停車駅名を表示して通過防止を促すなど車種により異なる機能が付加されている。
装置の設定方法も、独立した停車駅予報装置設定器を持つもの、モニタ装置にシステムが内包されているもの、行先・種別設定器の設定内容に連動して動作するものなどが存在し、仕様面については統一されていない。いずれの場合も相互直通運転を行っている京急線内、北総線内（京成成田空港線の列車として運行するアクセス特急は除く）では使用できない。また音声・表示で運転士に停車駅を知らせるのみで強制的にブレーキを動作させる機能は搭載されていないため、京成線内では万が一停車駅を誤通過した場合に備え、ATSと連動し未遮断の踏切道への進入を防ぐシステムが併用されている。
これとは別に、一部駅には地上側にも停車駅予報装置の設定・動作とは無関係に動作する表示装置が設置されている。
都営浅草線では、押上・泉岳寺を除くエアポート快特停車駅の手前とホームの先の2箇所に表示装置が設けられ、エアポート快特が接近した場合は縦に並んだ2灯の点滅で停車を示す。そのほかの種別の場合は消灯する。
京成線では特定の駅の手前に表示装置が設けられ、停車する列車が差し掛かった際に「停車」と点滅させる。

### 京王電鉄・都営地下鉄新宿線
ATC導入前はTNS装置を使用していたが、現在はATCの機能の一部に停車駅通過防止の機能が含まれているためTNS装置は使用を終了している。

### 東京メトロ東西線・東葉高速鉄道東葉高速線
東西線では快速運転を行う東陽町駅-西船橋駅で、東葉高速線は各駅で直通車両含め全ての車両で同装置が使用される。
05系（8次車以降）と東葉高速鉄道2000系電車の場合、停車駅が接近すると予告の意味で長い電子音（鳴らない時もある）が流れた後、運転士のブレーキ操作に連動して短い電子音に変わり停車するまで鳴動する。ただ05系第34編成のみなぜか長い電子音と短い電子音が逆に鳴っている。
05系1～7次車・07系の場合も同様だが、停車するまでの短い電子音の間隔が8次車以降・東葉高速鉄道2000系よりも長い。逆に15000系は短い電子音の間隔が05系（8次車）以降・東葉高速鉄道2000系より更に短くなっている。

### 小田急電鉄
2000形・3000形・4000形・モニタ装置を搭載した8000形
停車駅が接近するとモニタ上に駅名が表示され、チャイムも鳴動する。なおチャイムは車掌側のモニタでも鳴動する。4000形では停車駅のほかに車両数も表示される。いずれも駅の接近を通知するのみでブレーキ動作は行わない。
このほか、地上側でもATSを活用した列車選別装置による誤通過防止策が取られ、上記形式を含む全ての形式の列車に対して行われる。運行列車の種別設定は地上側で行われ、停車するべき駅を通過しようとするとATSにより非常ブレーキが動作する。

### 東急電鉄・横浜高速鉄道
- 田園都市線
- 東横線・みなとみらい線
- 目黒線
- 大井町線

ATCを導入している路線では停車駅が接近すると速度計の「駅停車」ランプが点灯する。電子音は基本的には鳴動しないが、ATCと連動しており駅の進入速度などで誤通過の恐れがあるとブレーキが作動する。ATSが利用されていた時代、東横線、田園都市線（二子玉川駅-中央林間駅間）では、停車駅が近づくとブザー音又は電子音が鳴動していた。

### 相模鉄道
保安装置として使用しているATSに、誤通過防止機能が組み込まれている。停車駅に列車が進入すると、パターンが発生して速度照査を行い、パターンを超過した場合はブレーキが動作して列車を停止させる。また駅の直後に、列車が種別に応じてその駅に停車する事を前提に作動開始時機が設定されている踏切道がある場合、ATSの非常ブレーキで停止可能な許容速度が設定されており、設定された速度を超過した場合は非常ブレーキが動作して列車を踏切の手前までに停止させる。

### 名古屋鉄道
2017年現在、GPSを利用した装置がほぼ全車両に搭載されている。画面上で「停車」という表示が点滅するが、警告音ないし「停車です、停車です」の音声は設定により流れないことがある。TICS搭載車はTICSのモニタ画面に表示される。TICS非搭載車は運転台付近に設置された専用の小型モニタに表示される(設置スペースの都合でモニタが貫通扉上に設置された車両も存在する)。また、6000系では計器盤上の「次は停車」と表示されたランプも連動して点滅する。ただし停車駅の臨時の変更や、信号停車などで所定の位置以外に停車したときでも反応してしまうことがあり、その際には運転士が装置の停車駅の修正を行う。

### 近畿日本鉄道
ホームから近くに踏切がある停留所に、停車駅通過防止用ATSを設置している。
この他、同社の子会社である近鉄車両エンジニアリングと共同開発した、GPSを用いる「運転士支援システム・GPS Train Navi」が一部を除いた全列車で運用している（運転士が携帯型端末を運転台へセットする）。

### 神戸電鉄
ワンマン運転対応車両、つまり現在では全車両に設置されている。停車駅が近付くと、電子音が流れた後「（駅名）・停車・（駅名）・停車」と鳴動し、列車停車までこれが繰り返される。

### 仙台空港鉄道
- SAT721系

停車駅に近づくと「次は　停車」という声が流れ、その後高い電子音が流れる。JR東日本の仙台地区で使用されている同車種E721系も同様である。

## 地上設備主体のもの
特に車上設備は搭載されておらず、地上設備を主体として構成されている装置もある。車両側に特段の改造をせずに導入できる反面、車上設備が無いため装置として運転士に停車駅を知らせる方法が視覚によるものにほぼ限定される。

### 京阪電気鉄道
京阪本線各駅の駅の手前に「通」・「停」の文字の出る表示灯が設置されている。停車の場合、「停」の文字が点滅するとともに、連動してATSを作動させる。なお、設置箇所は香里園駅以東の一部の駅の手前に限られていたが、K-ATSの導入に伴い、2019年10月26日以降（守口市駅以東で使用開始）その機能は車上方式に移っている。

### 阪神電気鉄道
阪神電気鉄道での正式名称は「駅誤通過防止装置」（えきごつうかぼうしそうち）である。
場内信号機のない駅では、列車種類選別装置の種別情報を利用し、停車列車が駅に接近した際に駅手前の「S」の表示装置（これを「列選S標」と称する）を点滅させ、点滅開始と同時に停車列車の駅進入速度をATSによって制限する機能を有している。
類似の例は阪急電鉄にもある。

## その他

### 京浜急行電鉄
踏切道防護システム（ふみきりどうぼうご-）と称する。後述の通りあくまで未遮断の踏切道への進入を防止する為のもので、厳密な意味での停車駅通過防止装置ではない。
列車が停車駅に接近した際、C-ATS地上装置よりATSパターン信号が送信される。C-ATS車上装置にてATSパターン信号を受信するとATS表示灯最下部の列車種別表示が「停P」の表示に変わり、点滅する。受信したATSパターン信号に抵触した列車は常用最大制動又は非常制動にて停止する。なお、上記機能は駅直近に踏切道を有する（停車駅を誤通過した際に所定の警報時素が確保できない）場合のみ使用される。従って直近に踏切道が無い駅や、駅から直近の踏切道までの距離が短く非常制動でも踏切道の手前までに停止できないため、列車がその駅に進入した時点で既に直近の踏切道の遮断が完了している場合などでは使用されない。但し、高速運転から減速・停車し、かつカーブ先にあり見通しが悪い駅などの場合は、直近に未遮断の踏切が無くても当機能が使用される駅がある（平和島駅など）。
また一部の駅の手前には列車選別確認灯が設けられており、点滅時は停車、点灯時は通過を意味する。あくまで列車選別装置の一種でありこの標識自体に強制力はないため誤通過を完全に防止することはできないが、上述のように接近駅が停車駅であるか否かを伝えているため、実質的に簡易的な停車駅通過防止装置として機能している。